# John Aitken
Pour les articles homonymes, voir Aitken.
John Aitken (1839 - 1919) est l’un des pionniers de la physique des nuages moderne et de l’étude des aérosols. Né à Falkirk, en Écosse, il a étudié en physique et en météorologie. Il a développé le premier appareil pour mesurer la granulométrie des poussières et gouttelettes contenues dans le brouillard atmosphérique,, le conimètre.

## Recherches
Aitken a étuddié à l'université de Glasgow dont il a reçu un doctorat honorifique en 1889. Ses expériences ont démontré dès 1874 que les gouttelettes de brouillard nécessitent des noyaux de condensation pour se former. Il a publié ses résultats dans un article titré On some nuclei of cloudy condensation, dans le 39e volume du journal Transactions de la Royal Society of Edinburgh en 1898. John Aitken est l’auteur de nombreux articles importants sur la micro-physique de la formation des nuages et des précipitations dont On Dust, Fogs and Clouds.
En 1884, il a conclu que la brillance des couleurs du soleil couchant sont dues à la réfraction de la lumière par des particules de poussières contenues dans la haute atmosphère.

## Honneurs
En 1889, Aitken a été élu Fellows de la Royal Society et a reçu la médaille royale de cette organisation en 1917,.
Son nom a été donné par la communauté scientifique aux plus petites particules d'aérosols, un rayon entre 0,005 micromètre et 0,1 micromètre, les noyaux de Aitken. Cette catégorie comprend les noyaux de condensation sur lesquelles il travaillait.